# 王愉 (東晋)
王愉（おう ゆ、生年不詳 - 元興3年3月4日（404年3月30日））は、中国の東晋の官僚。字は茂和。本貫は太原郡晋陽県。

## 経歴
王坦之の次男として生まれた。隆安元年（397年）、王恭らが王国宝を討つと、王愉は解職を申し出た。王愉は王国宝とは異母兄弟で、もともと仲が悪かったことから、連座を免れた。王国宝が死去すると、王愉は江州刺史・都督豫州四郡諸軍事・輔国将軍・仮節となった。後に驃騎司馬に転じ、輔国将軍の号を加えられた。隆安2年（398年）、殷仲堪・桓玄・楊佺期らが王恭に呼応して挙兵し、長江を東へ下ってくると、江州の王愉は臨川に逃亡したが、桓玄に捕らえられた。桓玄が尋陽で盟約を行うに際して、王愉は壇所を置く役目をさせられ、このことを恥とした。解放されると、会稽国内史に任じられた。元興2年（403年）、桓玄が帝を称すると、王愉は尚書僕射となった。元興3年（404年）、劉裕らが挙兵すると、王愉は前将軍の号を加えられた。王愉は名門貴族の出身で、劉裕を軽侮しており、ひそかに司州刺史の温詳と結んで、劉裕の排除を計画した。しかし陰謀は漏れ、3月辛酉に子の王綏らとともに処刑された。

## 子女
- 王綏（字は彦猷。桓玄の下で太尉右長史となり、桓玄が称帝すると、中書令に上った。劉裕らが挙兵すると、冠軍将軍。ほどなく荊州刺史・仮節に任じられた。父の陰謀に連座して、処刑された）
- 王納（父の陰謀に連座して、処刑された）
- 王緝（散騎侍郎）

## 伝記資料
- 『晋書』巻75 列伝第45